# モージュ

古いアンジューの地図。南西部がモージュ

モージュ （Mauges）は、自然区分上、そして歴史的なフランスの地方名。かつてのアンジュー、現在のメーヌ＝エ＝ロワール県南西部にあたる。主要なコミューンはショレとボープレオである。
ペイ・デ・モージュ（pays des Mauges）という名称もあるが、これは自治体間連合の名称として使われ、自然区分上のモージュとは必ずしも一致していない。
モージュの地元の記憶と遺産は、ヴァンデ戦争とその後1793年から続いた弾圧が特徴である。

## 地理
自然区分上の地方としては、モージュはアルモリカ山塊の最も南東の端にあたる。北はロワール川、東はレイヨン川、西はセーヴル・ナンテーズ川とモワヌ川に囲まれている。南側の境界線ははっきりしないが、ショレテ地方にまで及んでいる。モージュ南部の一部は、農村地帯が近接しているヴァンデと一致する。この境界もあまり明確でないため、時にモージュにはヴァンデ・アンジュヴァン（Vendée angevine、アンジューのヴァンデ）という名称が与えられてきた。
モージュの地形は南に向かってわずかに標高が高くなる高原の形状をとっている。
モージュを南北に流れる河川にエヴル川がある。モージュの高原を刻んで流れ、エヴル川はボカージュ（低潅木地帯）の中を通じてロワール川に向かって蛇行して流れる。
ボープレオからサン＝フロラン＝ル＝ヴィエイユにかけて、たくさんの橋や水車が川沿いに点在する。

## 歴史
アンシャン・レジーム時代のモージュは、アンジュー州の一部であり、アンジューの西半分を管轄するアンジェのセネシャル管区に属していた。
1791年から1791年にかけ、フランス革命によって宗教的な疑問が沸き上がった。国民皆兵や新税の導入が様々な災いの原因となった · 。
ロワール＝アンフェリウール県南部やヴァンデ県のように、農村人口が主体のモージュは1792年9月の共和国成立が好ましいものではなかった。しかし、人口の多い町、国民衛兵の支所があるショレはもちろん、おそらく共和国派であった。1793年に国民公会が30万人募兵令を決定すると、3月にモージュで武装蜂起が次々と起きた。
1793年のモージュは、カトリック王党軍のアンジューおよび高ポワトゥー軍の一部として（ショレおよびボープレオ師団をシャルル・ド・ボンシャンが指揮し、サン＝フロラン＝ル＝ヴィエイユ師団をモーリス・ジゴ・デルベが指揮していたことが知られる）、ヴァンデ戦争の舞台の1つとなった。1793年のショレの戦いでは共和国軍が勝利したが、これを指揮したのはジャン＝バティスト・クレベールであり、中央政府からナントに派遣されていたジャン＝バティスト・カリエの存在があった。この王党軍の敗北が、ロワール渡河およびギャレルヌの彷徨の始まりとなり、同年12月のサヴネの戦いでヴァンデ軍は粉砕された。
1793年10月からモージュは、武装ヴァンデの他地域と同様に、共和国軍による報復の対象となり、時には極端なまでの弾圧を地獄部隊から受けた。